# Puigvert de Lérida
Puigvert de Lérida (en catalán y oficialmente, Puigverd de Lleida) es un municipio español de la provincia de Lérida, situado en la comarca del Segriá, en el límite con las comarcas de Las Garrigas y Plana de Urgel.
La población se encuentra muy cerca de la capital, y se puede llegar a ella mediante la carretera local L-702. Cerca de la misma pasa la L.A.V. Madrid-Barcelona y se encuentra un antiguo cambiador de ancho ferroviario.
En este municipio cada año el día de San Jorge se hace una representación donde participa todo el pueblo.
Durante el día se hace actividades para los niños y en el mercado medieval todo el pueblo se convierte en un pueblo medieval .

## Geografía humana

### Demografía
Cuenta con una población de 1418 habitantes (INE 2024).
| Gráfica de evolución demográfica de Puigverd de Lleida entre 1842 y 2021 |
| |
| Población de derecho según los censos de población del INE Población de hecho según los censos de población del INEEn estos censos se denominaba Puigvert: 1842 En estos censos se denominaba Puigvert de Lérida: 1857, 1860, 1877, 1887, 1897, 1900, 1910, 1920, 1930, 1940, 1950, 1960, 1970 y 1981 |

| 1900 | 1930 | 1950 | 1970 | 1981 | 1986 | 2006 |
| ---- | ---- | ---- | ---- | ---- | ---- | ---- |
| 882  | 1076 | 1075 | 991  | 995  | 941  | 1259 |